# Paul Dettinger
Paul Dettinger (* 4. August 1881 in Hohenstaufen; † 22. Oktober 1949 in Stuttgart) war ein deutscher  Verwaltungsbeamter.

## Leben
Dettinger, Sohn eines Pfarrers und evangelischer Konfession, studierte von 1889 bis 1900 evangelische Theologie und von 1900 bis 1904 Rechts- und Regiminalwissenschaft in Tübingen und Leipzig. Er war Mitglied der Studentenverbindung Luginsland Tübingen. Er legte 1904 die erste und 1907 die zweite höhere Dienstprüfung ab.
Danach trat er in die württembergische Innenverwaltung ein und war von 1907 bis 1912 stellvertretender Amtmann bei mehreren Oberämtern. Von 1912 bis 1913 studierte er am Hamburgischen Kolonialinstitut. 1913 war er zunächst zwei Monate im Reichskolonialamt tätig und dann bis 1914 am Bezirksamt Jaunde in Kamerun. Von 1914 bis 1915 war er stellvertretender Bezirksamtmann und danach von 1916 bis 1919 interniert. Von 1914 bis 1920 war er bei der Schutztruppe Kamerun Hauptmann der Reserve. 1920 schied er aus dem Kolonialdienst aus und kehrte in die württembergische Verwaltung zurück.
Zunächst wurde er bei der Reichsfleischstelle verwendet. 1920 wurde er Regierungsrat. Ab 1921 war er als Amtmann tätig und ab 1922 als Vorsitzender einer Spruchkammer für Kolonialschäden bei der Zweigstelle des Reichsentschädigungsamts für Kriegsschäden Bremen. Ab 1924 war er in Bezirks- und Körperschaftsverwaltung tätig. 1926 wurde er Regierungsrat auf gehobener Position und 1929 Oberregierungsrat.
1940 wurde er Mitglied der NSDAP. Von 1943 bis 1945 leitete er als Amtsverweser das Landratsamt Backnang. 1945 wurde er auf Weisung der US-Militärregierung entlassen. Er war von 1945 bis 1946 interniert. Ab 1947 war er Oberregierungsrat in Innenministerium Württemberg-Baden, wobei er 1948 zeitweise auf Weisung der Militärregierung dienst enthoben wurde. 1949 trat er in den Ruhestand.